# هنري جيمس اولبرايت
هنري جيمس اولبرايت (بالإنجليزية: Henry James Albright)‏ هو رسام أمريكي، ولد في 16 يوليو 1887، وتوفي في 1951.